# Дом в огне
«Дом в огне» (кат. Casa en flames) — художественный фильм Дани де ла Ордена, комедийная драма совместного производства Испании и Италии. В фильме рассказывается о выходных, которые проводит большая семья на загородной вилле, при этом почти у каждого члена семьи обнаруживаются психологические проблемы и тщательно скрываемые от остальных тайны. В фильме говорят на испанском и каталанском языках.
Премьера фильма состоялась на фестивале BCN Film Fest 18 апреля 2024 года. В прокат в Испании фильм вышел 28 июня 2024 года, причём наибольшие сборы он показал в Каталонии.
Фильм был высоко оценен критиками и получил ряд наград на кинофестивалях, в том числе несколько — за сценарий.

## Сюжет
Из Барселоны на свою виллу на Коста-Брава съезжаются члены большой семьи, давно не видевшие друг друга. Их собрала Монтсе, немолодая женщина, которая уже много лет в разводе со своим мужем Карлосом. Она хочет продать этот дом, который ей когда-то достался по наследству и где много лет назад семья проводила каникулы, но куда уже давно никто не приезжал. Карлос приезжает со своей новой подругой, психотерапевтом Бланкой. Сын Монтсе и Карлоса Давид, начинающий музыкант, мечтает о записи альбома и прибывает на виллу с новой девушкой Мартой. Также на виллу приезжает дочь Монтсе и Карлоса Хулия с мужем и двумя детьми. Монтсе сообщает, что это их последние выходные на вилле, так как она будет продана, и надо собрать и вывезти отсюда вещи. Карлос против продажи и пытается уговорить бывшую жены отказаться от этой идеи. Из-за приступа радикулита Карлос с Бланкой остаются на ночь на вилле. Вечером за ужином Бланка предлагает всем взрослым (кроме отсутствующего за столом Карлоса) сыграть в психологическую игру: надо представить, что ты находишься в горящем доме, а также человека, который приходит на помощь).
Вскоре оказыватся, что у каждого члена семьи свои проблемы и секреты. Монтсе утверждает, что деньги от продажи дома она хочет потратить на дом престарелых для своей матери. Однако по дороге на виллу Монтсе заезжала проведать свою мать и обнаружила, что та уже несколько дней мертва, однако Монтсе никому не сказала об этом. Карлос признаётся Бланке, что Монтсе не может продать дом, потому что когда-то он, не сообщив жене, переписал его на своё имя, чтобы погасить долги. Однако он не говорит об этом Монтсе, поскольку продажа дома сейчас может привести его в тюрьму. Давид поглощён чувствами к Марте и ищет повод признаться ей в любви. Когда ему удаётся выступить на местной концертной площадке, он посвящает первую песню Марте, и та чувствует себя неуютно, поскольку ранее Монтсе просила сына посвятить одну песню ей. Хулия случайно встречает на пляже своего молодого любовника, связь с которым продолжается уже больше года, о чём догадывается только Монтсе.
К вечеру воскресенья отношения между членами семьи разлаживаются. После беконечных признаний в любви Марта начинает сомневаться в своих чувствах, а Монтсе намекает ей, что они наверняка расстанутся с Давидом. В итоге после неудачного прыжка с парашютом, во время которого Давид угрожает самоубийством, Марта покидает дом. Видя, что Карлос не способен признаться в своём поступке Монтсе, Бланка также уходит от него. Монтсе при всех раскрывает слова Хулии о том, что она не любит своего мужа и детей, что вынуждает обиженного Тони уехать с дочками. Монтсе также признаётся, что она всегда была в курсе махинаций Карлоса. Она говорит и о том, что скрыла смерть своей матери, потому что поняла, что иначе эта их семейная встреча так бы и не состоялась.
В результате Монтсе остаётся в доме одна и пересматривает старые видеокассеты, где она с мужем и маленькими детьми проводят время на вилле. Из-за непогашенной сигареты возникает пожар, и женщина чуть не оказывается в той же ситуации, что и в психологической игре. Однако и Давид с Хулией, и Карлос возвращаются при виде пожара, и все четверо обнимаются, стоя возле горящего дома.

## В ролях
- Эмма Виларасау — Монтсе
- Альберто Сан Хуан — Карлос, её бывший муж
- Энрик Окер — Давид, их сын
- Мария Родригес Сото — Хулия, их дочь
- Клара Сегура — Бланка, подруга Карлоса
- Макарена Гарсия — Марта, подруга Давида
- Хосе Перес Оканья — Тони, муж Хулии
- Зои Миллан — Джоана, дочь Тони и Хулии
- Ноа Миллан — Ноа, дочь Тони и Хулии
- Филиппо Контри — Рикардо

## Награды
- 2025 — Премия «Гауди» — лучшая женская роль (Эмма Виларасау)[8]
- 2025 — Премия «Гауди» — лучшая роль второго плана (Энрик Окер)[8]
- 2025 — Премия «Гауди» — лучший оригинальный сценарий (Эдуард Сола)[8]
- 2025 — Премия «Фероз» — лучший комедийный фильм[9]
- 2025 — Премия «Фероз» — лучшая женская роль (Эмма Виларасау)[9]
- 2025 — Премия «Фероз» — лучший сценарий (Эдуард Сола)[9]
- 2025 — XXXIX церемония вручения премии «Гойя» — лучший оригинальный сценарий (Эдуард Сола)[10]

## Критика
По данным агрегатора Rotten Tomatoes, 
83 % из 6 обзоров были положительными, со средней оценкой 6.5 из 10.
Гульназ Давлетшина (Film.ru) оценила фильм на 7 из 10 баллов, отметив актёрские работы Марии Родригес Сото и Эммы Виларасау и заключив, что «Дом в огне» «напоминает десятки других фильмов о семейных перепалках», «ничем особенно не выделяется и не имеет в рукаве оглушительных сюрпризов». При этом фильм служит «напоминанием о важности терапии, особенно для тех, кому тяжело найти общий язык с родственниками и открыто говорить о своих чувствах». По мнению Антона Фомочкина («Сеанс»), в финале фильма режиссёр «благополучно присоединится к своим лукавым героям, в качестве вывода в кульминации руководствуясь подменой понятий»: «За спасительное внутреннее откровение, способное сплотить семью, вновь выдается манипулятивный обман».